# Beechcraft 60 Duke

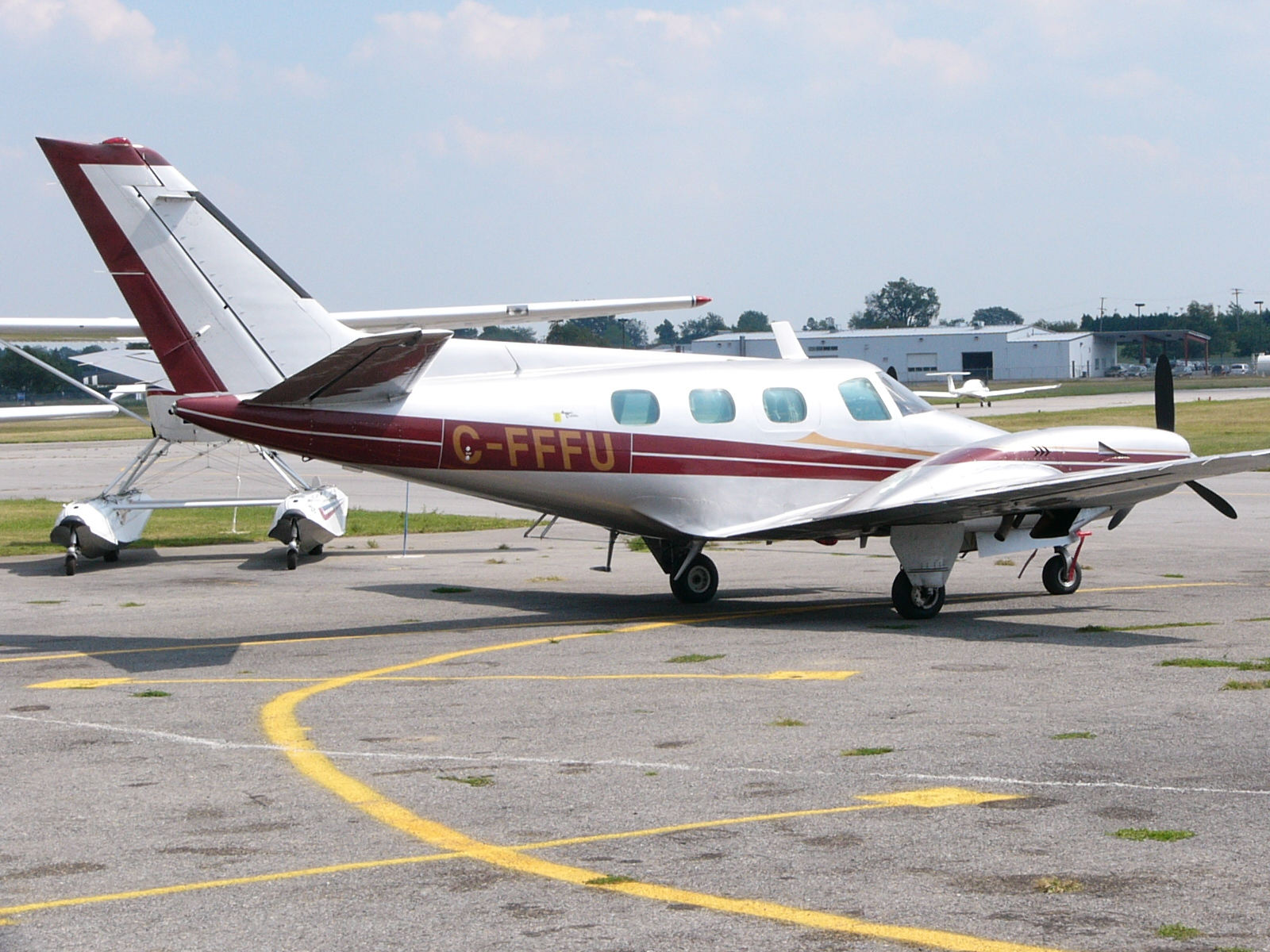
Vista trasera de un Beechcraft 60 Duke mostrando su cola aflechada.

El Beechcraft 60 Duke es un avión de ala fija bimotor estadounidense fabricado por Beechcraft. El avión tiene tren de aterrizaje retráctil y cabina presurizada. Los dos motores de pistón están sobrealimentados, y los sobrealimentadores también presurizan la cabina con aire sangrado.

## Diseño
El desarrollo del Beechcraft 60 comenzó a principios de 1965 y fue diseñado para cubrir el hueco entre el Beechcraft Baron y el Beechcraft Queen Air. El 29 de diciembre de 1965, el prototipo realizó su primer vuelo. El 1 de febrero de 1968, la FAA emitió el certificado de tipo. La distribución a los clientes comenzó en julio de 1968. La cabina de pasajeros está equipada con una acomodación club y el acceso se realiza mediante una puerta con escalerilla incorporada en el lado de babor del fuselaje trasero.
El Beechcraft A60, que llegó al mercado en 1970, representó un avance con respecto al Baron, con una cabina presurizada mejorada, utilizando una avanzada construcción de panel de abeja, sobrealimentadores más ligeros y eficientes, y elevadores mejorados. La última variante, la B60, fue introducida en 1974. La disposición interior fue renovada y la eficiencia de los motores fue aumentada de nuevo con sobrealimentadores mejorados. El Beechcraft 60, a pesar de sus muy buenas prestaciones, se vendió moderadamente, principalmente debido a que la complicada tecnología necesitaba un alto gasto en mantenimiento. La producción finalizó en 1983.
La mayoría de los Duke B60 que todavía vuelan han retenido su equipamiento original. Los sistemas electromecánicos, que eran muy avanzados cuando se introdujo el avión, fueron sustituidos en otros aviones por las más simples partes mecánicas controladas por circuitos integrados. El diseño del avión usa motores Lycoming TIO-541-B4 sobrealimentados que desarrollan 380 hp cada uno. Otros sistemas, partes, y técnicos certificados por la FAA son cada vez más difíciles de localizar. Normalmente, los pilotos calculan 170,34 l por hora, más otros 151,42 l por cada despegue y ascenso, como consumo de combustible típico para una planificación de vuelo doméstica. Los propietarios comparan el Beechcraft B60 con los coches deportivos clásicos (observando que ellos no vuelan el Duke para economizar). Un área de mantenimiento particular implica la construcción original de la sección de cola a base de aleación de magnesio, haciendo esa sección de la célula un común y caro objetivo de la corrosión si no se detecta y trata rápidamente.

### Modificaciones

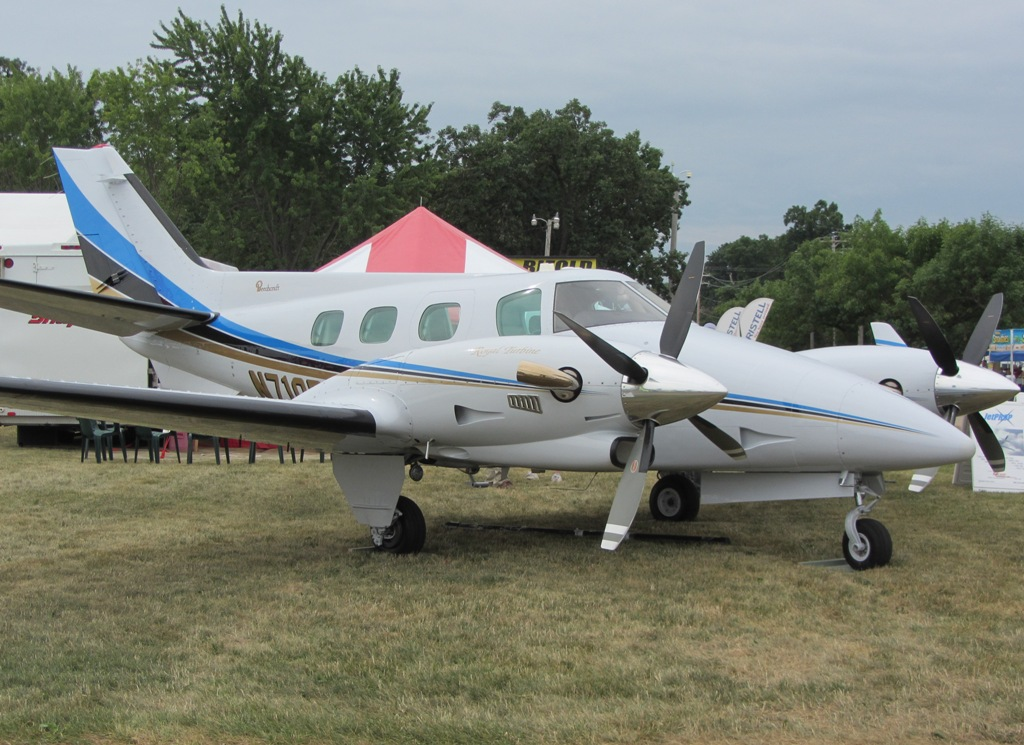
Conversión de Duke de Rocket Engineering.

Algunos Duke han sido modificados por Rocket Engineering de Spokane, Washington, reemplazando los motores bóxer Lycoming por motores de turbina Pratt & Whitney Canada PT6A-21 o -35. Llamada la conversión Royal Turbine Duke, la modificación incrementa la capacidad de combustible en 105,99 l y la carga útil máxima en 181,44 kg. La longitud de despegue requerida se reduce de más de 457,2 m a sólo 304,8 m y la distancia de aterrizaje se reduce de más de 609,6 m a sólo 274,32 m. El máximo régimen de ascenso se incrementa de 487,68 m/min a 1219,2 m/min, reduciendo el tiempo de ascenso a 7620 m de 25 minutos a 9. La velocidad de crucero se incrementa a 537,08 km/h a 8839,2 m. Las modificaciones tienen algunas desventajas, ya que se incrementa el consumo de combustible de 211,98 l/h a 249,84 l/h, y reduce el techo certificado de 9144 m a 8534,4 m.
El certificado de tipo suplementario fue emitido el 12 de mayo de 2006.

### Operación

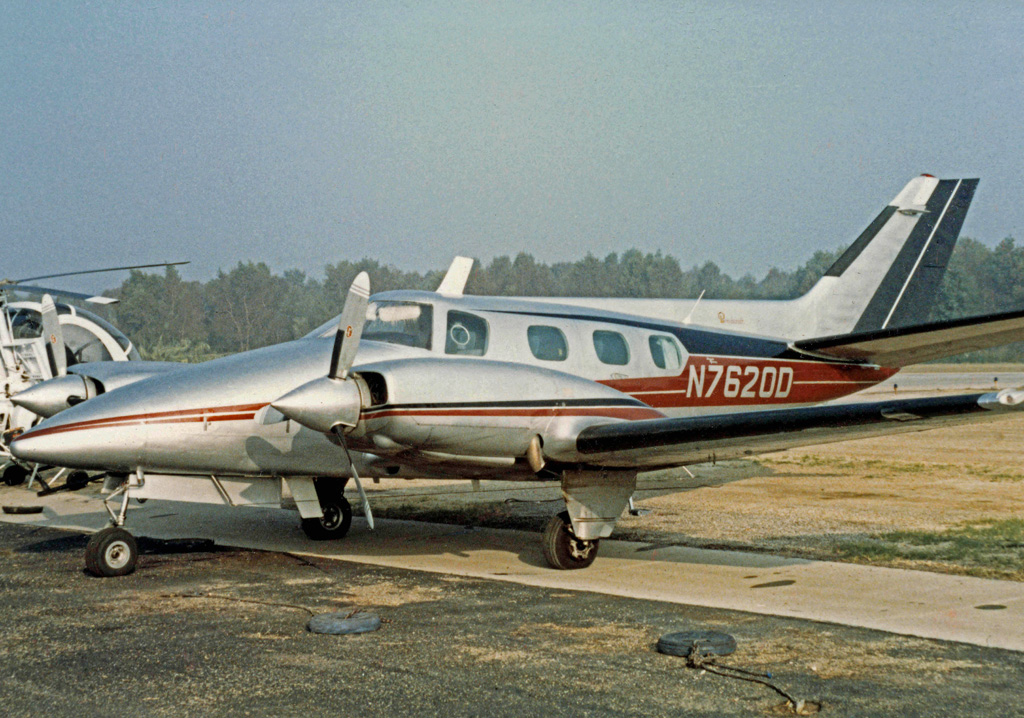
Beech A60 Duke en 1986.

El Duke fue comprado por pilotos privados y corporativos. La mayoría fue registrada en los Estados Unidos, pero se exportaron ejemplares a muchos países, incluyendo Argentina, Australia, Brasil, Canadá, Croacia, Finlandia, Francia, Alemania, Honduras, Islandia, Serbia, Eslovenia, Suecia, Suiza, Sudáfrica y el Reino Unido. Un Duke fue volado por la Fuerza de Defensa de Jamaica. Muchos permanecían en servicio a principios del Siglo XXI.
Examinando el avión en 2008, Rick Durden de AVweb declaró: "Construido con los estándares de calidad del King Air, el Duke de seis plazas lucía motores Lycoming TIO-541 de 380 hp (bichos raros ellos mismos), lo que significa que cuando ambos necesitan revisión, la elección es la revisión o comprar una pequeña casa en el Medio Oeste. Las asertivas líneas del fuselaje le hacen un avión sorprendentemente atractivo, pero conducen a altos costes de fabricación y, sorpresivamente para un ojeador casual, a una horrible resistencia. Hay quien dice que el Duke fue diseñado a propósito para ser alrededor de 55,56 km/h más lento de lo que fácilmente hubiera sido con la potencia disponible, simplemente porque habría sido más rápido que el abanderado de la línea Beech, el King Air. Los apenas 425,96 km/h de velocidad máxima de crucero son marginalmente menos que los de un King Air 90 y alrededor de los mismos de un Cessna 421, que lleva más con un poco menos de potencia. Mientras que el Duke comparte el delicioso manejo de la línea Beech, los pilotos tienen la alegría de las operaciones con un solo motor, pero se encuentran con la mayor fuerza de timón de cualquier bimotor de pistones (150 libras en Vmc), que resulta ser el máximo que permite la FAA. Los propietarios informan que compran un Duke parcialmente por su apariencia, pero que lo venden debido al coste de mantenerlo operativo. Describen costes de mantenimiento de King Air en un fuselaje bimotor de pistones, y reconocen que el valor del avión es totalmente dependiente de los motores. Un aterrizaje ruedas arriba significa el abandono de los motores y la sustitución de las hélices, además de algún trabajo metálico. El coste es tan alto en relación con el valor de la célula que, en muchos casos, la compañía de seguros considerará el avión como una pérdida total".

## Variantes
Model 60
Versión inicial con motores Lycoming TIO-541-E1A4, 122 construidos.
Model A60
Versión mejorada, 121 construidos.
Model B60
Última versión, 350 construidos.

## Operadores

### Operadores militares
Angola
 Jamaica
- Fuerza de Defensa de Jamaica.[14]

## Accidentes
- 18 de octubre de 2015: en la localidad de Engativá en Bogotá, Colombia, una avioneta de este tipo se estrelló de frente en una panadería luego de caer en picado debido a un fallo mecánico y humano; 5 personas murieron inmediatamente y otras 5 que quedaron gravemente heridas, falleciendo más tarde.

## Especificaciones (B60)

### Características generales
- Tripulación: 1
- Capacidad: 5 pasajeros
- Longitud: 10,3 m (33,8 ft)
- Envergadura: 12 m (39,3 ft)
- Altura: 3,8 m (12,3 ft)
- Superficie alar: 19,8 m² (212,9 ft²)
- Peso vacío: 1939 kg (4273,6 lb)
- Peso máximo al despegue: 3073 kg (6772,9 lb)
- Planta motriz: 2× motor bóxer Lycoming TIO-541-E1C4.
  - Potencia: 283 kW (390 HP; 385 CV) cada uno.

### Rendimiento
- Velocidad nunca excedida (Vne): 434,5 km/h (270 MPH; 235 kt)
- Velocidad máxima operativa (Vno): 460 km/h (286 MPH; 248 kt) a 7010 msn
- Velocidad crucero (Vc): 330 km/h (205 MPH; 178 kt) a 45% de potencia y 6100 msn
- Velocidad de entrada en pérdida (Vs): 135 km/h (84 MPH; 73 kt)
- Alcance: 2274 km (1228 nmi; 1413 mi)
- Techo de vuelo: 9145 m (30 003 ft)
- Régimen de ascenso: 8,1 m/s (1594 ft/min)

### Desarrollos relacionados
- Beechcraft Baron
- Beechcraft Queen Air
- Beechcraft T-34 Mentor
- Beechcraft Twin Bonanza

### Secuencias de designación
- Secuencia Numérica (interna de Beechcraft): ← 55 - 56 - 58 - 60 - 65 - 70 - 73 →